# Пінський повіт (Велике князівство Литовське)
Пі́нський повіт (Пинський повіт) — адміністративно-територіальна одиниця у складі Берестейського воєводства Великого князівства Литовського. Був розташований на заході Полісся. Площа 17 тис. км². Центр — місто Пінськ.

## Символіка
Повітова хоругва була блакитного («лазурового») кольору із зображенням «Погоні» у центрі.
Міські герби отримали Городна, Логишин і Пінськ.

## Історія
У XV—XVI століттях з попередника повіту — Пінського князівства — виділилися численні дрібні маєтки місцевих бояр-шляхти, великі магнатські і церковні вотчини. У 1519 територія, яка безпосередньо відносилася до Пінського замку, отримала статус особистої власності королеви Бони і її сина Сигізмунда Августа. Станом на 1528, згідно з переписом війська Великого князівства Литовського, на Пінщині було 79 бояр і боярських вдів.
Пінський повіт утворений згідно з адміністративно-територіальною реформою 1565—1566 років й включений до складу Берестейського воєводства. Територія повіту значно збільшилася за рахунок включення Давид-Городського, Дубровицького і Турівського князівств.
Під час повстання під проводом Хмельницького Пінський повіт у 1657 році увійшов до складу Гетьманщини. Посприяла його входженню до неї, зокрема, пінська шляхта на чолі з маршалком повіту Лукашем Єльським, водночас Богдан Хмельницький видав 28 червня 1657 року універсал на підтвердження прав шляхти Пінського повіту. На території повіту був утворений Пінсько-Турівський козацький полк.
У 1791 році, згідно з Конституцією Речі Посполитої, утворився Пінсько-Зарічний повіт з центром у селі Плотниця, який у 1792 році був перейменований у Запінський з центром у містечку Столин.
Після другого поділу Речі Посполитої 1793 року значна частина повіту разом з Пінськом опинилася у складі Російської імперії, а після третього поділу Речі Посполитої 1795 року — і решта території.

## Географія
На півночі межував з Слонімським і Новогрудським повітами Новогрудського воєводства (від Берези-Картузької на заході до Петрикова на сході), на сході — з Мозирським повітом Мінського воєводства (біля злиття Уборті і Прип'яті), на півдні — з Київським воєводством (від Ратного на заході до Зубковичів, Овруча і межі воєводства на сході), на заході — з Берестейським повітом Берестейського воєводства.
До складу Пінського повіту входила територія Пінського городового і Логишинського староств (державних волостей) і прилеглі приватні маєтки.
На території повіту знаходилися міста і містечка: Бездзеж, Висоцьк, Городна, Давид-Городок, Дольск, Дорогичин, Дубровиця, Логишин, Любешів, Мотоль, Нобель, Погост-Загородськ, Погост Зарічний, Пінськ, Столин, Турів, Хомськ, Телехани, Іванове. Магдебурзькі права мали Городна (1579), Дорогичин (XVIII століття), Логишин (20.08.1569), Любешів (1693), Мотоль (XVI століття), Пінськ (12.01.1581).

## Демографія
У середині XVII століття налічувалося 23 тис. димів, що відповідає населенню в приблизно 157 тис. осіб. Згідно з сучасними підрахунками, до московсько-польської війни 1654—1667 років чисельність населення становила близько 186 тис. осіб, після війни вона скоротилася до 92 тис. осіб. (14 тис. домів).
Станом на 1775 рік у повіті налічувалося 16 665 димів. У 2-й половині XVIII століття кількість населення складало близько 160 тис. осіб.

## Керівники
Повітовий сеймик проходив у Пінську, там ж були підкоморський, земський, гродські суди. Пінська шляхта обирала двох послів до Сейму і двох депутатів до Головного трибуналу.
На Гродненському Сейму 12 січня 1793 року заради збільшення кількості сенаторів від Великого князівства Литовського номінували каштеляна пінського шляхом підвищення до каштеляна місцевого повітового предводителя, яким на той момент був князь Францішек Ксаверій Друцький-Любецький. Він отримав привілей 26 жовтня 1793 року, але вже в грудні того ж року нова адміністративно-територіальна реформа Речі Посполитої скасувала Пінську каштелянію. В результаті, каштелян пінський зберіг свій титул, але вже не мав сенаторських повноважень.